# Giulio Gianelli
Giulio Gianelli (Torino, 7 ottobre 1879 – Roma, 27 giugno 1914) è stato un poeta e scrittore italiano appartenente alla corrente letteraria del crepuscolarismo del primo decennio del Novecento.
È ricordato per la sua personale visione sui generis del crepuscolarismo, che si discosta sia dall'ironia sofisticata di Guido Gozzano, sia dal patetismo effuso di Sergio Corazzini, caratterizzandosi per un intenso spirito religioso, per la carità verso il prossimo e per l'amore verso la natura. È conosciuto soprattutto come l'autore di diverse novelle e racconti per ragazzi, tra i quali spiccano: Tutti gli angioli piangeranno (1903), Mentre l'esilio dura (1904), Intimi Vangeli (1908) e Storia di Pipino nato vecchio e morto bambino (1911).

## Biografia
Figlio di Pietro Gianelli, ingegnere poi emigrato e scomparso in Argentina, e di Gennarina Bauducco, deceduta nel 1883, alla morte della madre, ancora bambino, verrà iscritto in un collegio. Una volta conseguita la Maturità classica, non sarà in grado di sostenere le spese per gli studi universitari ma frequenterà comunque le lezioni del poeta e critico Arturo Graf presso l'Università degli Studi di Torino, divenendo amico, in quel periodo, di noti futuri esponenti della scena letteraria e culturale italiana, quali, ad esempio, Guido Gozzano, Giovanni Cena e Nino Oxilia.
Dopo aver collaborato con diverse riviste, quali ad esempio: "L'artista moderno", "Il momento", "Studium" e "La Riviera Ligure", Giulio Gianelli presterà a Torino la propria opera nel Comitato di difesa dei fanciulli, ispirato alla figura di Don Bosco.
Si trasferirà a Roma nel 1908, per poi collaborare con "Il corriere d'Italia" e "Il popolo romano".
Nel 1909, aderirà al movimento per l'alfabetizzazione dei contadini dell'Agro romano, promosso da Giovanni Cena e Sibilla Aleramo, mentre, nello stesso anno, parteciperà attivamente ai soccorsi delle vittime del Terremoto di Messina.
A Messina salverà due giovani orfani sopravvissuti che porterà con sé a Roma e dei quali si prenderà cura per tutta la vita: Mario ed Ugo Morosi.
Nel 1911, entrambi i ragazzi compariranno come protagonisti della novella Storia di Pipino nato vecchio e morto bambino, realizzata in quell'anno da Giulio Gianelli per la rivista "L'avvenire" e pubblicata, in seguito, sotto forma di volume, dalla casa editrice di "Il Momento", quotidiano cattolico fondato nel 1903 dall'allora Arcivescovo di Torino, Cardinale Carlo Richelmy.
Tra il 1911 ed il 1914, Giulio Gianelli pubblicherà una serie di piccoli racconti sul giornale "Buon augurio", edito dall'Ospizio dei piccoli derelitti di Milano, oltre a ritornare in Piemonte più volte, in visita agli amici di un tempo.
Morirà a Roma nel 1914, di tubercolosi, pochi giorni prima dello scoppio della prima guerra mondiale.

## Storia di Pipino nato vecchio e morto bambino
È la novella più conosciuta di Giulio Gianelli, pubblicata a partire dal 1911, prima per la rivista L'Avvenire e poi, sotto forma di volume, dalla casa editrice del quotidiano cattolico Il Momento. Fu caratterizzata, all'epoca, da un discreto successo.

### La trama
In seguito ad una bella fumata, una pipa decide, una notte, di trasmettere il suo calore materno ad una piccola statua di cera, raffigurante un vecchio. La statuina si animerà per incanto, prendendo il nome di Pipino. Anziché invecchiare, Pipino inizierà a ringiovanire, divenendo prima uomo, poi ragazzo e poi neonato, e morire serenamente nella culla.

### Controversie
L'idea di un protagonista maschile dalla vita al contrario venne sfruttata anche nel racconto Il curioso caso di Benjamin Button, realizzato nel 1922 dallo scrittore statunitense Francis Scott Fitzgerald.
All'uscita in Italia, nel 2008, del film Il curioso caso di Benjamin Button, alcuni studiosi avanzarono l'ipotesi di una derivazione del racconto americano da quello italiano di Gianelli.
Tuttavia il primo tentativo di studio storico sulla possibile derivazione di Benjamin Button dalla Storia di Pipino è stato pubblicato nel 2015 da Patrizia Deabate in un articolo pubblicato dal mensile “Storia in rete”, in cui è stato posto in evidenza come sia storicamente possibile e plausibile che Fitzgerald conoscesse il racconto italiano, grazie alla missione diplomatica segreta svolta dal suo mentore Padre Sigourney Fay a Roma nell'inverno 1917-18 presso Benedetto XV, che lo nominò Monsignore. Nel successivo saggio “Racconti sulla vita al contrario” la Deabate ha effettuato un'analisi comparata del racconto di Gianelli e di quello di Fitzgerald rilevando una serie di analogie. In particolare: la presenza, nel racconto americano, di una sotterranea rete di simbologie religiose che sono le stesse del racconto di Gianelli. Pipino fu un personaggio autobiografico, simile al Gianelli. In tale studio l'autrice ha rilevato le ripetizioni delle stesse consonanti nei nomi dei personaggi dalla vita a rovescio: Pipino, Giulio Gianelli, Benjamin Button.
In seguito, nel saggio Il mistero di Benjamin Button passa dal Sacro Monte di Oropa, la Deabate ha posto in risalto come l'indicazione di Fitzgerald secondo cui il suo racconto fosse quasi uguale ad uno dello scrittore inglese Samuel Butler (invece inesistente), possa essere un'allusione a Gianelli. Le biografie di Butler e di Gianelli sono unite da un luogo sacro carissimo ad entrambi: Il Santuario di Oropa a Biella. Secondo il citato saggio di Patrizia Deabate, nel nome di Benjamin Button sarebbero presenti, cifrati, i cognomi “Gianelli” e “Butler”.

## Opere principali
- Tutti gli angioli piangeranno, 1903.
- Mentre l'esiglio dura, 1903.
- Mentre l'esilio dura, 1904.
- La curiosa storia di Teofilo Barla e dell'elefante Fritz, 1906.
- Intimi Vangeli, 1908.
- Storia di Pipino nato vecchio e morto bambino, 1911.